# Ᲊ

Ᲊ ᲊ는 키릴 문자의 옛 문자이다. 아직 유니코드에 등록된지 얼마 되지 않아 기종에 따라  제대로 뜨지 않는다. 그리고 Т와Ь의 합자이다.
Ᲊ ᲊ는 유니코드에 대문자 1C89 소문자 1C8A에 등록되었다.